# 도요우미촌
도요우미촌(豊海村)은 에히메현 히가시우와군에 설치되었던 촌이다. 현재의 세이요시에 해당한다.